# Klimen
Klimen is een plaats in de gemeente Konjščina in de Kroatische provincie Krapina-Zagorje. De plaats telt 179 inwoners (2001).